# Жарлиозецький сільський округ
Жарлиозе́цький сільський округ (каз. Жарлыөзек ауылдық округі, рос. Жарлыозекский сельский округ) — адміністративна одиниця у складі Коксуського району Жетисуської області Казахстану. Адміністративний центр — село Жарлиозек.
Населення — 2526 осіб (2021; 2384 у 2009, 2300 у 1999, 2358 у 1989).
Станом на 1989 рік існувала Октябрська сільська рада (село Бестоган, Муканчі, Октябр).

## Склад
До складу округу входять такі населені пункти:
| Населений пункт | Населення, осіб (1989) | Населення, осіб (1999) | Населення, осіб (2009) | Населення, осіб (2021) |
| --------------- | ---------------------- | ---------------------- | ---------------------- | ---------------------- |
| Бозтоган, село  | 871                    | 842                    | 857                    | 988                    |
| Жарлиозек, село | 1130                   | 1131                   | 1164                   | 1186                   |
| Муканши, село   | 357                    | 327                    | 363                    | 352                    |